# 1330 Spiridonia
1330 Spiridonia è un asteroide della fascia principale del diametro medio di circa 55,08 km. Scoperto nel 1925, presenta un'orbita caratterizzata da un semiasse maggiore pari a 3,1700294 UA e da un'eccentricità di 0,0749353, inclinata di 15,95510° rispetto all'eclittica.
Prende il nome da Spiridon Il'ič Zaslavskij.